# Embolomeri
Los embolómeros (Embolomeri) son un clado de tetrápodos, usualmente considerado un orden dentro del superorden Reptiliomorpha, pero a veces como un suborden del orden Anthracosauria.  Habitaron desde comienzos del período Carbonífero hasta comienzos del período Triásico (sobreviviendo a la extinción masiva del Pérmico-Triásico), en lo que hoy es Norteamérica, Escocia y Rusia. Presentaban cuerpos alargados adaptados a una vida acuática. 

## Taxonomía

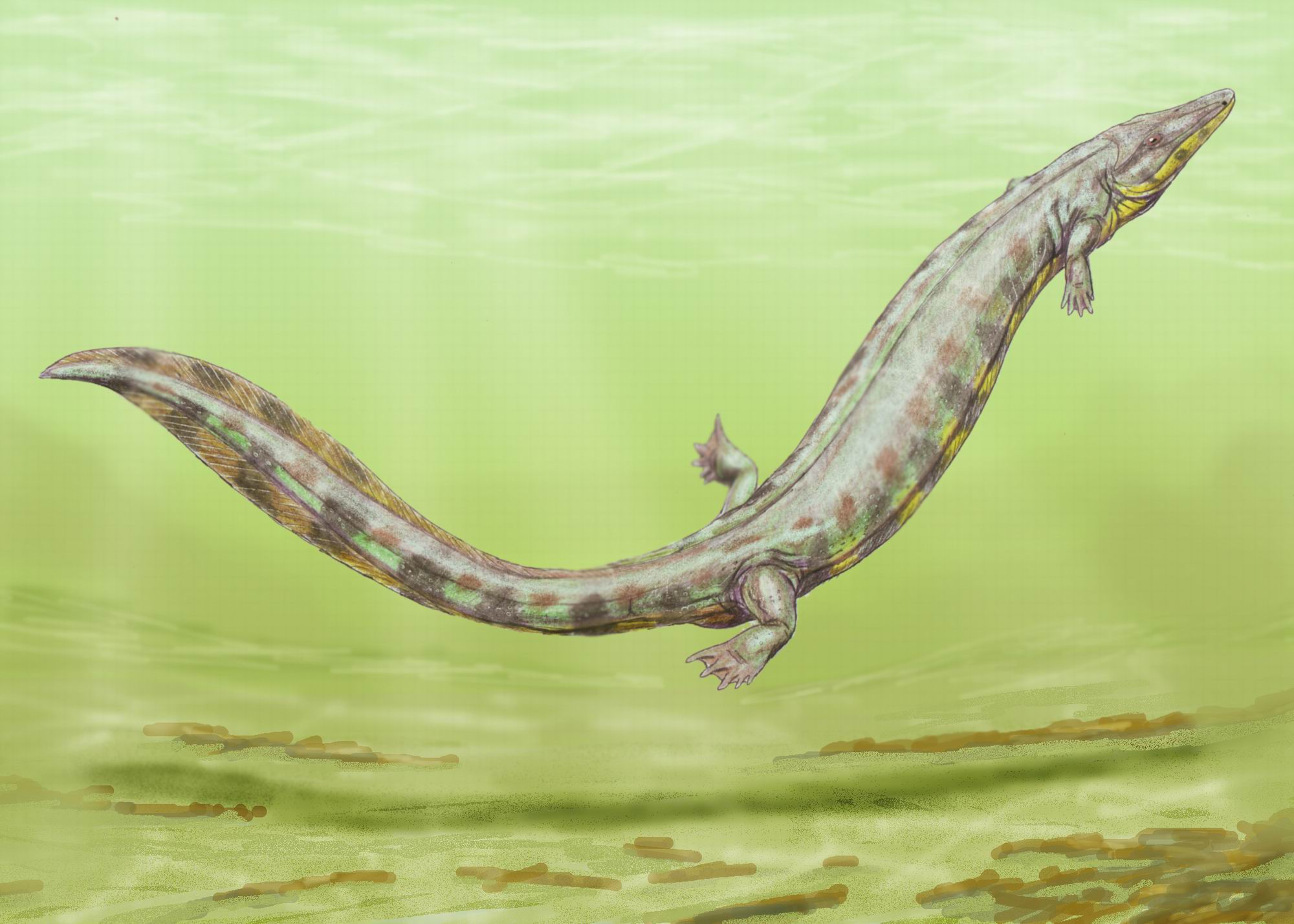
Archeria.
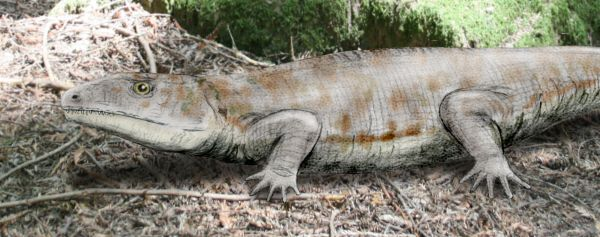
Eoherpeton.
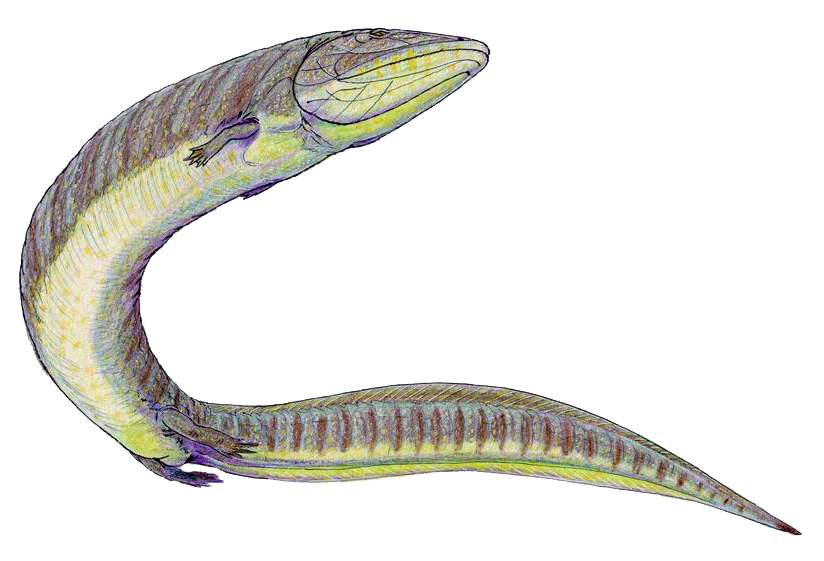
Pteroplax
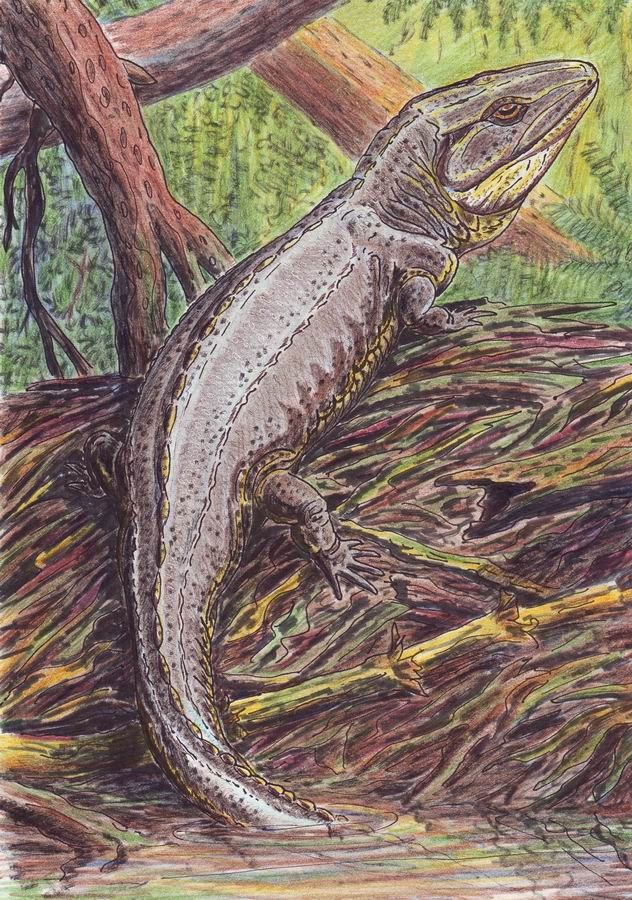
Proterogyrinus

- Orden Embolomeri†
  - Eoherpetontidae
    - Eoherpeton

  - Anthracosauridae
    - Anthracosaurus

  - Proterogyrinidae
    - Papposaurus
    - Proterogyrinus
    - Silvanerpeton

  - Eogyrinidae
    - Aversor
    - Calligenethlon
    - Carbonerpeton
    - Diplovertebron
    - Eogyrinus
    - Leptophractus
    - Neopteroplax
    - Palaeoherpeton
    - Pholiderpeton
    - Pteroplax

  - Archeriidae
    - Archeria
    - Cricotus
    - Spondylerpeton

- Archeria.
- Eoherpeton.
- Pteroplax
- Proterogyrinus